# Terre de Brume
Terre de Brume este o editură fondată în 1989, cu sediul în orașul francez Dinan. Specializată în ficțiune speculativă și în legendele celtice, ea publică atât autori clasici de literatură fantastică, cât și autori mai recenți.

## Publicații
Terre de Brume publică, de asemenea, colecții complet grafice: «Pulp Science», «Petites Histoires de…» și «Bibliothèque galicienne».

### Colecția «Bibliothèque celte»
- Fiona Macleod (2013). Histoires de fantômes écossais. p. 155. ISBN 2843624983. Parametru necunoscut |zi= ignorat (ajutor), traducere de Frédéric Collemare
- Fiona Macleod, Le chant de l'épée et autres contes barbares, martie 2012, 175 p., traducere de Frédéric Collemare
- Fiona Macleod, La neuvième vague et autres romances tragiques, februarie 2015 192 p., traducere de Frédéric Collemare

### Colecția «Bibliothèque arthurienne»
- Anne Besson, Le Roi Arthur au miroir du temps
- Baudry, Robert (2007). Le mythe de Merlin. p. 399. ISBN 2843623561.

### Colecția «Bibliothèque du merveilleux»
- Alix Ducret (2012). Le Moyen Âge fantastique ou la Petite Histoire du merveilleux.O carte care explică de unde provin poveștile și personajele imaginare ale Evului Mediu.
- Ely, Richard; Tsaag Valren, Amélie (2013). Bestiaire fantastique & créatures féeriques de France. ISBN 2843625084. Parametru necunoscut |zi= ignorat (ajutor)
- Folmer, Sylvie (2014). Le Chant des fées.

### Colecția «Terres fantastiques»
- Cărțile lui Céline Guillaume[2] (La Baronne des Monts-Noirs, vol. 1, Le Mystère du Chêne Brûlé, vol. 2).
- Jean-Rodolphe Turlin (2012). Promenades au pays des Hobbits - Sept itinéraires à travers la Comté de J. R. R. Tolkien.
- Ernest George Henham, Tenebrae, traducere de Frédéric Collemare, 2018, 253 p., ISBN: 978-2843624872

### Colecția «Littérature»
Editura reeditează numeroase cărți ale lui Xavier Grall, inclusiv Africa Blues, Barde imaginé, Arthur Rimbaud, Le Cheval couché, Cantique à Méllila și Mémoires de ronces et de galets. În 2010 a publicat romanul Écosse, le pays derrière les noms al lui Kenneth White. În 2012 și 2013 a fost lansat thrillerul fantastic contemporan în două volume Légendes al lui Gérard Lefondeur. Editura a publicat, de asemenea, romanele Intelligences de Martial Caroff și Aycha și Allan de Henry Rider Haggard. În 2016 a apărut Gens du Connemara de Patrick Henry Pearse, care grupează cele două colecții de nuvele referitoare la rebeliunea republicană irlandeză din 1916, în traducerea lui Frédéric Collemare.

### Colecția «Poussière d'étoiles»
- John Wyndham (2005). Le Jour des Triffides. ISBN 2843622468. O capodoperă a literaturii științifico-fantastice catastrofice britanice, alături de lucrările lui J. G. Ballard și John Christopher, romanul a fost ecranizat în 1963, sub titlul Ziua trifidelor.
- Geoffrey Claustriaux (2014). Chroniques de l'Après-Monde. ISBN 2843625319.
- Brian Aldiss (2007). Le Monde vert. Scriere clasică a literaturii științifico-fantastice, distinsă cu premiul Hugo în 1962.

## Legături externe
- Site web oficial